# 明鏡国語辞典
『明鏡国語辞典』（めいきょうこくごじてん）は、大修館書店が発行する日本の小型国語辞典。北原保雄を編者とし、2002年に初版が発行された。親辞典が明確に存在しない一から作られた国語辞典としては最も新しく、新語や俗語の積極的な採録、誤用表現の指摘・解説が大きな特徴とされている。最新版は2021年に発行された第3版で、収録語数は約7万3000語。

## 歴史
編者の北原保雄は、20代の頃から多くの辞書編集に携わっており、「三省堂の『新明解国語辞典』のような、ああいうコンサイス版、使いやすい小型の辞書をとにかく作りたい」という思いを持っていた。
1988年に念願叶い、『明鏡国語辞典』の編集が始まる。この企画は、大修館書店に落ち着くまでにも様々な苦労があったという。大修館書店にとっても、1963年の『新国語辞典』以来およそ40年ぶりとなる国語辞典であった。
当時のことについて北原は、自伝の中で次のように述べている。
随分企画を練り、いい案が出来上がりつつあったのだが、学研の内部事情で、編集は中止されることになった。しかし、せっかくの斬新な企画案をそのまま捨て置くのはもったいなかった。（中略）まず考えたのは小学館だった。辞書編集部とは長く深い付き合いがあった。編集部の鈴木一さんはいろいろ考えてくださったが、いかんせん、小学館にはすでに何冊もの同型の辞典がある。どうしても無理だということになった。
大修館書店とも教科書の編集や単行本の刊行など長い付き合いがあった。周知のように、大修館は漢和辞典では当時から有名だったが、国語辞典や英和辞典はまだ出していなかった。正確にいうと、国語辞典は出していたが、あまり本腰を入れているとは見えなかった。しかし、付き合いも深いのだし、もしやと期待していた。
—北原保雄、『岐点の軌跡━わが歩み来し道』勉誠出版、2011年12月30日、p186
採録する言葉選びにおよそ2年、1999年頃まで各項目の執筆作業と校正、それ以降も印刷の直前まで収録語の検討・校正が行われた。初版の発行日は2002年12月1日。
2003年12月1日、携帯版を発行。それを記念して、全国の学校教員から募集した「気になる日本語」を解説する無料のパンフレットを作成した。それが大きな反響を呼んだことから、収録語数を増やした上で1冊の本にまとめ、2004年に『問題な日本語』を発売する。『問題な日本語』は2カ月で15万部を売り上げるベストセラーとなり、『明鏡国語辞典』の売り上げにも貢献した。
2010年12月1日に、第2版を発行。初版で好評であった言葉の使い方の解説をより充実させ、「問題なことば索引」を別冊付録とした。これは『明鏡国語辞典』の特色である誤用や気になる言葉（問題な言葉）についての解説を、索引で引けるようにしたものである。新規項目は約4,000語。「みんなで作ろう国語辞典！」企画に寄せられた項目からも、「いらっと」「空気を読む」「がち」といった言葉が採用された。
2021年1月1日に、最新版である第3版が発行された。「SDGs」「サブスク」「バズる」「リスケ」など、新たに約3,500語を追加し、収録語数は約7万3000語となった。およそ10年ぶりの改訂について北原は、「改訂というよりも、新しい辞書を作成するような気持ちで編集しました」と述べている。2色刷に変更し、レイアウトや書体も一新して読みやすくなったと謳うほか、「表記」「語法」「表現」といった硬い欄名を「書き方」「使い方」に改め、「書き分け」「読み分け」「品格」欄を新設した。

## 方針
明鏡とは「澄み切った鏡、転じて公明正大のたとえ」という意味を持ち、30ほどあった候補の中から「21世紀の、今の日本語を正しく映していく鏡としたい」という理由で決めたという。
後発の不利を補うための方針の1つが、「正しいことしか記述しない辞書の常識を変えること」であった。そのため『明鏡国語辞典』では、「喧々諤々」（正しくは「喧々囂囂）、「案の上」（正しくは「案の定」）といったよくある誤用について記述し、どこが間違いなのか丁寧に指摘した。
その背景には北原の、「辞書にとって一番大事なのは言葉の規範を説明することだが、間違った言い方をしている人の役に立つためには、そういう（どこが問題かということを丁寧に解説する）部分の手当てが必要」といった考え方があった。
北原は第3版刊行前のインタビューにおいて、次のように述べている。
初版から一貫して変わらないコンセプトは、これまでにない「最良」「最高」の辞書を創るということです。これは私の辞書創りの信念でもありますが、言葉は、その意味も使われ方も時代とともに変わります。新しい言葉が生まれ、また、使われなくなる言葉が出てきます。ですから、「最新」というコンセプトも大切です。
「明鏡」は、曇りのない、澄み切った鏡のことですが、その鏡に日本語の現在を鮮明に正しく映していきたいと思っています。
—北原保雄、『国語教室』第114号、大修館書店、2020年10月

## 特色
見出し語は一般語が中心で、固有名詞は含まれない。新語や俗語を積極的に立項することで知られており、「あげまん」「巨乳」「貧乳」といった他の小型国語辞典が載せない性俗語も収録している。北原自身は2016年のインタビューにおいて、「7割以上の人が使うようになったら、辞書に収める候補にしている」と語っている。
初版から一貫して「言葉の正しい使い方を説明すること」を大切にしており、最新の第3版でも誤用情報の追加を行っている。それらは言葉の変化を歴史的・文法的に見ている編者や編集委員によって判断されており、改訂によって撤回されたり、誤用とされていたものが語釈のひとつとして昇格するケースもある。
第3版で新設された「品格」欄では、「品格ある類語」つまり「改まった場面でも使える類語」を示している。これは高校の国語教員であった執筆者の提案であるという。大修館書店の担当編集者は、「元は高校生に向けて作られた欄だが大人にも活用してもらえるのではないか」と語る。

## 改訂・編集委員
編者の北原保雄は、2024年2月22日に死去した。
| 版    | 発行年        | 編者     | 編集委員                                 | 編集・執筆協力                       |
| ----- | ------------- | -------- | ---------------------------------------- | ------------------------------------ |
| 初版  | 2002年12月1日 | 北原保雄 | 小林賢次、砂川有里子、鳥飼浩二、矢澤真人 | 加藤博康                             |
| 第2版 | 2010年12月1日 | 北原保雄 | 小林賢次、砂川有里子、鳥飼浩二、矢澤真人 | 加藤博康                             |
| 第3版 | 2021年1月1日  | 北原保雄 | 小林賢次、砂川有里子、鳥飼浩二、矢澤真人 | 加藤博康、関根健一、橋本修、永田里美 |

## 評価
『明鏡国語辞典』は一つの語の語義記述が詳細であると言われており、それについて「そこまでやる必要があるのだろうか」といった指摘もある。神永は、「もちろんそれは日本語の研究者としては必要なことであろうが、一般読者がそこまで違いを知りたいと思っているかは、別の問題だと思う」と述べる。
誤用の指摘・解説について、今野は、「この形式は”誤用”であると、ある時点で断言するのにはいわば”勇気がいる”。”誤用”と感じない言語使用者が必ず存在しそうだからである。そうした意味合いで、”明鏡”は積極的な辞書ともいえる。”誤用”かどうかということが気になる人には”明鏡”は答えを与えてくれる辞書かもしれない」と評価する。
牟田は、校正の仕事で最もよく使う小型国語辞典のひとつとして『明鏡国語辞典』を挙げ、「かゆいところに手が届く」と評している。また、校正者として入社したばかりの頃を振り返って、「訊くかわりに観察しました。広いフロアには何十人もの人が働いていて、どの机にも辞書があります。一冊だけということはほとんどなくて、厚さも大きさもさまざまな辞書が並んでいました。次の休日、また書店に行きました。買ったのは『明鏡国語辞典』です。観察した限りでいちばん多く見かけた辞書でした」とも述べている。
高橋は、英日翻訳の際、使用頻度が高い辞書として『明鏡国語辞典』を挙げ、「最大の理由は、”誤用にうるさい”こと。言葉の使い方について、他の国語辞典が何も触れていない場合や、逆に許容している場合でも、明鏡はすぐうるさいことを言ってきます」と述べている。